# Ivan Vladislavic
Ivan Vladislaviċ (Pretoria, 1957.) je južnoafrički pisac kratkih priča, novelist i romanopisac hrvatskog podrijetla. Živi u Johannesburgu gdje radi kao urednik. Kao urednik za fikciju i socijalne studije pri Ravan Pressu radio je 1980-ih. Nekoliko je godina bio pomoćnim urednikom u časopisu Staffrideru i izabirao je gradivo za komemorativnu antologiju Ten years of Staffrider (Deset godina Staffridera) s Andriesom Oliphantom.

## Književni rad
Postmodernistički je pisac. Miješa fantaziju i povijesne događaje, čime im daje simboličko značenje unutar južnoafričkog surječja i šire. Vrlo je osebujna stila.

### Djela
- Missing Persons, zbirka kratkih priča, 1989.
- The Folly, roman, 1993. Za ovo je djelo dobio književnu nagradu CNA.
- Propaganda by Monuments, zbirka kratkih priča, 1996.
- The Restless Supermarket, roman, 2001.[postoji članak na en.wiki]
- The Exploded View, ponekad ovo opisuju kao zbirku kratkih priča, dok Vladislavic ovaj rad smatra novelom u četiri dijela, 2004.
- Willem Boshoff, prošireni esej o radu ovog konceptualnog umjetnika, 2005.[postoji članak na en.wiki]
- Portrait with Keys, arhiv pisanja o malom dijelu Johannesburga koji je autor promatrao, prolazio kroza nj i promišljao o njemu, 2006. Sadrži 138 kratkih tekstova. Vremenski pokriva od 1970-ih do danas. Protagonist je uglavnom sami autor. Lipnja 2007. dobio je nagradu Sunday Timesa nagradu Alan Paton za nefikciju. Suci su ovo ocijenili remek-djelom te ga smatraju indikativnim u trendu među južnoafričkom nefikcijom "gledanja unutra radi ispitivanja prema vanka".
- Double Negative, novela, 2011.
- Flashback Hotel: Early Stories, zbirka kratkih priča, 2011.
- The Loss Library, zbirka, 2011. U ovim pričama i esejima ispituje izgubljene mašte - priče koje postaju nestalim ili nikad se ne dovrše.

## Nagrade
- nagrada Olive Schreiner (1991.) za Missing Persons
- književna nagrada CNA (1993.) za The Folly
- nagrada Thomas Pringle (1994.) za dvije priče, Propaganda by Monuments i The WHITES ONLY Bench
- nagrada Noma za izdavaštvo u Africi (1997.): počasno spominjanje za Propaganda by Monuments.
- nagrada Sunday Timesa za fikciju (2002.) za The Restless Supermarket.
- nagrada Alan Paton Sunday Timesa za nefikciju (2007.) za Portrait with Keys: Joburg & What-What.
- Warwickova nagrada za pisanje Portrait with Keys na dugom popisu te nagrade najavljen studenoga 2008. godine
- nagrada Sveučilišta u Johannesburgu za Double Negative, 2011.[3]

## Vanjske poveznice
- Razgovor za The Ledge